# Jevreni, Criuleni
Jevreni este un sat din Raionul Criuleni, Republica Moldova.
Atestat la 17 iulie 1436 cu denumirea Pocrișeni, contopit cu Drănceni și Cotova.

## Legenda satului Jevreni
Se spune, că demult-demult, încă în epoca feudalismului, în Țara Moldovei a existat un mic sat situat la vreo 5–7 km de la actuala localitate. Și se numea acel sat Pocrișeni. Era un sat de oameni harnici și buni la inimă, cu flăcăi și fete frumoase.
Într-o bună zi bieții oameni s-au pomenit în pragul unei nenorociri. Un băiat din sat s-a căsătorit cu o fată din satul vecin. Se fixase ziua nunții. Trecând prin pădure cu tot alaiul de nuntă de la un sat la altul, au fost sfâșiați de jivinele sălbatice ce trăiau în pădure. Aceste jivine în popor se numeau javre. După această nenorocire locul din pădure s-a numit locul javrelor.
Vecinătatea localității Pocrișeni cu drumul Tighina-Orhei, pe care deseori treceau turcii, era periculoasă. Turcii deseori năvăleau și jefuiau satul. Oamenii au hotărât să-și mute așezarea satului într-un loc mai ferit de incursiuni. Și au ales acest loc al javrelor, numind satul – Jăvreni.

## Geografie
Satul Jăvreni este așezat pe malul drept al râului Răut. Pe partea opusă a apei se zăresc satele Bălășești și Răculești. Răutul înconjoară satul Jăvreni din trei părți: nord, sud și est. În anii cu depuneri atmosferice Răutul se revarsă, acoperind șesul, semănăturile și livezile. Apa ajunge până la periferia de nord a satului. Dealurile înalte, bogate în piatră de calcar, nisip și argilă (lut), dau sătenilor posibilitatea să-și construiască case trainice din materiale locale. Aceste bogății  naturale extrase din carierele satului sunt foarte apreciate de specialiștii în construcții. Vara satul abia se vede din verdeața livezilor și a viilor, care au fost întotdeauna mândria jăvrinenilor. O pădure cu copaci seculari e situată la margine de sat.
În lucrarea lui Zamfir Arbore „Dicționarul geografic al Basarabiei” se menționează: „Jăvreni, sat în județul Orhei, plasa Criuleni, așezat pe partea dreaptă a văii Răutului, spre sud de Răculești. Are 152 de case, cu o populație de 790 suflete, biserică, 220 de vite mari. Sunt multe mori de vânt și vii. „Această descriere a fost făcută la începutul secolului XX.

## Biserica
În anul 1797 a fost construită biserica de piatră cu hramul Sfântului Arhanghel Mihail. În 1852 cu sprijinul enoriașilor a fost reparată clădirea bisericii. În Anuarul Eparhiei Chișinău pentru anul 1907 editat la Chișinău găsim: „Biserica din Jăvreni are 798 de enoriași din care 383 – bărbați și 415 femei. Biserica are în posesia sa 33 de deseatine de pământ. Preot al lăcașului din 1905 este Alexandru Ion Fetov, în vârstă de 26 ani. Diacon și cântăreț la biserica Sf. Arhanghel Mihail din 1892 este Teodor Anton Tatarovici în vîrstă de 39 ani.” Tot el este și cel, care a organizat în casa proprie prima școală din sat, care în 1907 avea 47 de elevi. Cauza primului învățător a continuat-o fiica sa Parascovia Teodor Moraru, născută Tatarovici, prima învățătoare.
Pe tot parcursul anilor, până la instaurarea sistemului totalitar bolșevic, biserica a avut un rol deosebit de important  pentru oamenii locului. La fel ca multe alte biserici în perioada sovietică biserica din Jăvreni a fost mai întîi transformată în depozit, apoi la începutul anilor 60 a secolului trecut a fost aruncată în  aer. Actuala clădire a edificiului a fost construită după anul 1989 din donațiile  enoriașilor din sat și din localitățile învecinate.
Un rol important în înălțarea clădirii, l-au avut primarii satului Jăvreni dnii Ion Petru Brînză și Constantin Alexei Racu.
Hramul actualei biserici este a Sfântului Ioan Teologul.

## Istorie
Din documentele istorice atestăm că moșia satului Pocrișeni avea următoarele părți componente: Pocrișeni, Balta, Corniș, Șăbana, Delniță, Boieresc, Stîncă și Jăvreni.
Din 1847 stăpâni ai moșiei Mășcăuți și Jăvreni au devenit moșierii Gheorghe și Ion Sârbu, cel din urmă cunoscutul fabulist din Basarabia. Pe parcursul primului război mondial au căzut luptând voinicește localnicii Petru Andrei Lisnic, Nicolae Alexandru Sârbu, Efrem Petru Negru, Anton Petru Negru, Iacob Spiridon Chetreanu, frații Iacob și Ion Racu, Panteleimon Dumitru Burdilă, Gheorghe Spiridon Soltan, Alexandru Panfile, Ion Spiridon Brânza, Leonte Andrei Lisnic și alții.
Gazeta „Rabocii puti” nr.16 din 21 septembrie 1917 comunica despre includerea localnicilor în vâltoarea evenimentelor istorice: „Țăranii din satul Jăvreni l-au arestat pe ajutorul șefului de sector al poliției, care sosise în sat, i-au confiscat corespondența oficială și i-au interzis să mai vină în sat.”
În 1918 după reîntregirea cu țara, țăranii din Jăvreni în scopul îmbunătățirii lucrărilor agricole, au fondat în 1921 cooperativa agricolă „Unirea”. Printre fondatorii acestei unități agricole erau Ștefan Vasile Carp, Vasile Carp, Petrea Brânză, Toma Sultan, Gheorghe Săcară și alții. La cooperativa agricolă „Unirea” au aderat 61 de gospodari. Suma capitalului subscris a unității la constituire era de 28000 lei. În fondul arhivistic „Casa Noastră” depozitat la Arhiva Națională a RM se păstrează documentele de înregistrare a cooperativei respective: statutul, actul constitutiv, lista membrilor cu sumele și inventarul agricol care l-au pus la dispoziția „Unirii”. Prin anii 30 ai secolului XX această structură s-a lichidat sau poate reorganizat în cooperativa agricolă „Dezrobirea țăranului”. În almanahul „Calendarul plugarului” pentru anul 1936 se spune că susnumita cooperativă are succese și prosperă. Tot acolo este o fotografie despre activitatea lor în procesul de sulfare a grâului de sămânță. Locuitorii satului Jăvreni în 1936 erau abonați la 19 gazete și reviste românești și o gazetă evreiască. În cadrul căminului cultural activa un cor, care în 1935 la București a fost înscris în lista laureaților; un colectiv folcloric și un teatru popular. În fotografie colectivul de dansatori bărbați ai ansamblului folcloric din Jăvreni, al doilea din stânga este Ion Teodor Tatarovici, absolvent a două facultăți (teologie și agricolă) a Universității din Iași.
Printre îndeletnicirile gospodarilor satului un loc de cinste îl avea creșterea vitelor, agricultura, apicultura, pescuitul și împletitul loziei.
În 1940 au năvălit „eliberatorii”, aducând cu ei pe vârful baionetelor socialismul stalinist sângeros. A început o viață „nouă”: locuitorilor gospodari din Jăvreni le-au confiscat averea și pe o bună parte din „culaci” i-au deportat în Siberia. În perioada 1941, 1944-1949 din sat au fost deportați copiii primei învățătoare din sat Parascovia Teodor Moraru-Valeriu, Maria, Nicolae; familia lui Ștefan Vasile Carp, Sofia Ștefan Ciubotaru, Procopie Pavel Burdilă, Sava Gheorghe Brânză și alții.
Foamea organizată de autoritățile sovietice în 1946-1947 a făcut o sumedenie de morminte și în cimitirul satului Jăvreni. Cazuri de canibalism, ca în alte sate și orașe din RSSM în trista perioadă n-au fost atestate.
Flăcările războiului antihitlerist 1941-1945 n-au cruțat nici satul Jăvreni. Rară familie din sat, care să nu fi pierdut pe cineva apropiat. Gazeta raională din Criuleni a publicat pe parcursul a mai multor ani un ciclu întreg de materiale privind războiul în satele noastre, în deosebi Jăvreni, unde s-au dat lupte crâncene.
În 1950 în sat, pe atunci raionul Susleni, a fost format artelul agricol în numele lui V. Molotov. Peste un an colhozul „Molotov” s-a unit cu colhozul „Boris Glavan” din Răculești și colhozul „25 let Moldavii” din Bălășești, formând un singur colhoz „Molotov” cu sediul conducerii la Jăvreni. În februarie 1956 raionul Susleni a fost desființat și colhozul „Molotov” trece în componența raionului Criuleni. În anul următor gospodăria agricolă și-a schimbat denumirea în „1 mai”. În ianuarie 1960 colhozul „1 mai”, în componența căruia întrau satele Jăvreni, Bălășești și Răculești s-au unit cu colhozul „Crasnâi Octeabri” din Mășcăuți și au creat o gospodărie de proporții mari, păstrând denumirea veche de „1mai” cu cârmuirea în satul Mășcăuți. La adunarea generală a colhoznicilor, ce a avut loc în iunie 1968, s-a hotărât separarea gospodăriilor satelor Jăvreni, Bălășești și Răculești de Mășcăuți, cu formarea unui colhoz aparte „M. Frunze”, avându-l ca președinte pe Onisim Constantin Brăguță un excelent agronom și talentat organizator, care în scurt timp l-a transformat în unul fruntaș cu un potențial înalt economic și uman.
Până la începutul anilor 60 secolul trecut școala din Jăvreni avea sediu în câteva сlădiri neamenajate, care măcar nici nu se aflau în vecinătate una de alta. Cu sprijinul cârmuirii colhozului, a întregului sat, (în deosebi părinților copiilor) directorul școlii, învățătorul de istorie Valeriu Ion Moraru a izbutit să organizeze și să ducă la un bun sfârșit construcția clădirii actuale a școlii din localitate.
Printre pedagogii școlii medii Jevreni , care au intrat în inimile absolvenților se numără: Petru Mifodie Ursu, Lidia Andrei Moraru, Petru Epifan Rotaru, Lidia Andrei Palii, Gheorghe Ion Corovai, Veceslav Nicolae și Maria Ion Borș, Lilia Petru Ciubotaru, Margareta Emilian, director al școlii Mircea Dumitru Znagovanu și alții. Numărul mare de absolvenți cu studii superioare vorbește de înaltul profesionalism al colectivului pedagogic Jăvreni.
Cea mai mare bogăție a satului sânt oamenii harnici, mândri, care cu demnitate trăiesc pe acest meleag pitoresc. Probabil, pentru a demonstra acest fapt fostul represat Valeriu Ion Moraru, folosind câteva concedii personale și având tot sprijinul președintelui gospodăriei agricole Onisim Constantin Brăguță, a deschis în centrul satului, în fosta clădire a cârmuirii colhozului, care la rându-i era confiscată de la un represat din sat, o frumusețe de muzeu al satului.
Acest eveniment s-a produs la sfârșitul anilor 70. Exponate pentru acest muzeu au fost adunate timp de 2-3 decenii cu ajutorul elevilor și a părinților. La ceremonia deschiderii muzeului au asistat personalități marcante ale culturii și științei din RSSM, televiziunea Chișinău și Moscova. Acest depozit al istoriei locale a început să fie vizitat de toți elevii, studenții, părinții ce locuiesc în sat, împrejurimi, turiști în cale spre complexul arheologic „Orheiul Vechi” și alte persoane cointeresate.
La  începutul anilor 90 clădirea muzeului a fost prin lege restituită proprietarului represat. Din păcate, n-a fost respectată decizia Executivului Raional Criuleni despre transmiterea la păstrare temporară a exponatelor muzeului satului Jăvreni – Muzeului de istorie și etnografie raional Criuleni; iar indiferența și impotența primăriei și gospodăriei agricole de a găsi o nouă clădire pentru muzeu, în consecință au dus la dispariția respectivului.
În satul Jăvreni își desfășoară activitatea o policlinică, o casă de cultură, o grădiniță și câteva SRL-uri particulare.
Un rol important în viața economică și socială a satului îl au unitățile agricole și industriale conduse de Avram Mășcăuțan, Pavel Burdilă, Ion Soltan și alții. Partea leului în aceste activități îi revine primului. El a organizat o producție modernă de carne, mezeluri și ... cai de rasă.

## Administrație și politică
Componența Consiliului local Jevreni (9 consilieri), ales la 5 noiembrie 2023, este următoarea:
|  | Partid                                | Consilieri | Componență | Componență | Componență | Componență | Componență | Componență | Componență | Componență |
|  | ------------------------------------- | ---------- | ---------- | ---------- | ---------- | ---------- | ---------- | ---------- | ---------- | ---------- |
|  | Partidul Liberal Democrat din Moldova | 8          |            |            |            |            |            |            |            |            |
|  | Partidul Liberal                      | 1          |            |            |            |            |            |            |            |            |